# کانوینو
کانوینو (به ایتالیایی: Canevino) یک کومونه در ایتالیا است که در استان پاویا واقع شده‌است.

## خصوصیات
کانوینو ۴٫۷ کیلومترمربع مساحت و ۱۲۵ نفر جمعیت دارد.